# Pholoe assimilis
Pholoe assimilis är en ringmaskart som beskrevs av Örsted 1845. Pholoe assimilis ingår i släktet Pholoe och familjen Pholoidae. Arten är reproducerande i Sverige. Inga underarter finns listade i Catalogue of Life.